# Claude Bowes-Lyon, 14:e earl av Strathmore och Kinghorne
Claude Bowes-Lyon, 14:e earl av Strathmore och Kinghorne, född 14 mars 1855, död 7 november 1944, stiliserad som Lord Glamis från 1865 till 1904, var en brittisk aristokrat och landägare. 
Dottern lady Elizabeth ingick äktenskap 1923 i Westminster Abbey med prins Albert, hertig av York, sedermera kung Georg VI (1936-1952). Claude Bowes-Lyon var därmed morfar till drottning Elizabeth II och prinsessan Margaret, grevinna av Snowdon.